# Ujilica
Ujilica eller Ilica är ett bergområde, som utgör den nordligaste delen av bergryggen Dinara i gränsområdet mellan Bosnien och Hercegovina och Kroatien.

## Robotskapad information
I omgivningarna runt Ujilica växer i huvudsak lövfällande lövskog. Runt Ujilica är det ganska tätbefolkat, med 93 invånare per kvadratkilometer.